# Indépendants - Social chrétien
 (janvier 2024).
Le groupe Indépendants - Social chrétien (en espagnol: Independientes – Social Cristiana), est un groupe parlementaire de centre droit à extrême droite à la Chambre des députés. Formé en janvier 2023, il rassemble plusieurs députés de quatre partis.

## Historique

### Création
Le 3 janvier 2023, sept députés annoncent la création d'un groupe parlementaire, les Indépendants et Social chrétien, composé de six députés indépendants, tous anciens membres du Parti du peuple (es), le Parti républicain et Rénovation nationale.
Le groupe est également composé d'une seule députée membre d'un parti, Sara Concha (es), membre du Parti social chrétien (es), crée en septembre 2022.

### Programme législatif
Le groupe souhaite se coordonner et porter des motions et projets principalement sur le thème de la sécurité, mais également sur les sujets économiques et une attention particulière sur la décentralisation.

## Membres
| Nom | Nom                         | Parti (Groupe) | Parti (Groupe)                             | Ancien parti      | Ancien parti |
| --- | --------------------------- | -------------- | ------------------------------------------ | ----------------- | ------------ |
|     | Yovana Ahumada (es)         |                | Ind.-PSC (es)                              | PDG (es)          |              |
|     | Sara Concha (es)            |                | Parti social chrétien (es) (Ind.-PSC (es)) | PCC (es)          |              |
|     | Enrique Lee (es)            |                | Ind.-PSC (es)                              | PDG (es)          |              |
|     | Víctor Pino (es)            |                | Ind.-PSC (es)                              | PDG (es)          |              |
|     | Francesca Muñoz (es)        |                | Ind.-PSC (es)                              | PDG (es)          |              |
|     | Roberto Enrique Arroyo (es) |                | Ind.-PSC (es)                              |                   |              |
|     | Gloria Naveillán            |                | Ind.-PSC (es)                              | Parti républicain |              |